# Tombe dei sovrani dell'Egitto
Questo è l'elenco dei luoghi di sepoltura dei sovrani dell'Egitto.

## Re dell'Egitto (1922 - 1953)
| Sovrano                                     | Immagine del sovrano | Luogo di sepoltura                   | Immagine della tomba |
| ------------------------------------------- | -------------------- | ------------------------------------ | -------------------- |
| Fu'ad I (1868-1936) Re d'Egitto (1922-1936) |                      | Moschea di al-Rifa'i Il Cairo Egitto |                      |
| Faruq (1920-1965) Re d'Egitto (1936-1952)   |                      | Moschea di al-Rifa'i Il Cairo Egitto |                      |